# 루앙 디아스 다 시우바
루앙 디아스 다 시우바(포르투갈어: Luan Dias da Silva, 1997년 7월 31일 ~ )는 브라질의 축구 선수이다.

## 참고 문헌
- “수원 FC 선수 소개”. 《수원 FC》. 수원에프씨.